# Universität Urbino
Die Universität Urbino „Carlo Bo“ (italienisch Università degli Studi di Urbino „Carlo Bo“, UNIURB) ist eine Universität mit Hauptsitz in der italienischen Stadt Urbino sowie Einrichtungen in Pesaro und Fano. Sie wurde 1506 auf Veranlassung von Papst Julius II. gegründet, war bis 2006 eine Privatuniversität und ist seither staatlich. Seit 2003 ist sie nach Carlo Bo benannt, der von 1947 bis zu seinem Tod 2001 Rektor der Hochschule war. 1965 begann der Architekt Giancarlo De Carlo ein umfassendes Renovationsprojekt der Universitätsgebäude in Urbino. Derzeit sind 20.000 Studierende immatrikuliert.

## Fakultäten
Die Universität verfügt über zehn Fakultäten:
- Fakultät für Erziehungswissenschaften
- Fakultät für Literatur und Philosophie
- Fakultät für Moderne Sprachen und Literatur
- Fakultät für Naturwissenschaften
- Fakultät für Pharmazie
- Fakultät für Politikwissenschaft
- Fakultät für Rechtswissenschaft
- Fakultät für Soziologie
- Fakultät für Sportwissenschaft
- Fakultät für Wirtschaftswissenschaften